# Wild Honey (album)
A Wild Honey a Beach Boys 1967-ben kiadott második sorlemeze, a válogatás- és koncertalbumokat is beleszámítva pedig tizenhatodik kiadványuk. A félbehagyott SMiLE és a kaotikus Smiley Smile lemezek után a Wild Honey új periódus kezdetét jelöli a Beach Boys történetében. Az 1967 tavaszáig „egyeduralkodónak” számító Brian Wilson a SMiLE kudarca után lemondott zenekarvezetői tisztségéről, a korábbinál jóval több beleszólást engedve zenésztársainak. A Wild Honey és az 1973-as Holland album kiadása közti időszak az együttes pályafutásának legdemokratikusabb szakasza, melynek során a Beach Boys valamennyi tagja nagyjából azonos mértékben járult hozzá a dalok szerzéséhez és felvételeihez, a produceri szerepet pedig fokozatosan Brian öccse, Carl Wilson vette át. (Az LP „How She Boogalooed It” című dala az első olyan nem mástól feldolgozott Beach Boys-szám, melynek szerzésében Brian nem működött közre.)
Az 1963-as Surfer Girl album óta első alkalommal a lemez valamennyi dalában a Beach Boys tagjai zenélnek, a nyers és karcos produkció pedig mintha szándékos szakítást jelezne a Pet Sounds/SMiLE-korszak kifinomult, szövevényes hangszerelési megoldásaival. A Beach Boys, mint sok egyébben, ebben is megelőzte kortársait néhány hónappal – az albumot 1967 őszén rögzítették, 1968 első felében pedig a 67-es év pszichedelikus konceptalbumait felváltotta a „vissza a gyökerekhez” esztétikája a The Beatles, a The Rolling Stones és mások zenéjében is. 2020-ban Minden idők 500 legjobb albuma listán 410. helyen szerepelt.
1967 decemberében viszont még a pszichedélia dívott, s a Wild Honey R&B- és soul-alapú rockzenéjét a legtöbb kritikus fanyalogva fogadta. A lemezvásárló közönség reakciója sem volt sokkal kedvezőbb: az album a top 20-as kislemezsláger „Darlin'” ellenére a Beach Boys addigi leggyengébben fogyó kiadványa lett az Egyesült Államokban, viszont Angliában komoly kritikai és közönségsikert könyvelhetett el.

## Az album dalai
1. „Wild Honey” (Brian Wilson, Mike Love) – 2:37
  - Szólóvokál: Carl Wilson
2. „Aren't You Glad” (Brian Wilson, Mike Love) – 2:16
  - Szólóvokál: Mike Love, Brian Wilson és Carl Wilson
3. „I Was Made to Love Her” (Cosby, Moy, Hardaway, Wonder) – 2:05
  - Szólóvokál: Carl Wilson
4. „Country Air” (Brian Wilson, Mike Love) – 2:20
  - Szólóvokál: Mike Love, Alan Jardine, Bruce Johnston, Brian Wilson, Dennis Wilson és Carl Wilson
5. „A Thing Or Two” (Brian Wilson, Mike Love) – 2:40
  - Szólóvokál: Mike Love, Carl Wilson és Brian Wilson
6. „Darlin'” (Brian Wilson, Mike Love) – 2:12
  - Szólóvokál: Carl Wilson
7. „I'd Love Just Once to See You” (Brian Wilson, Mike Love) – 1:48
  - Szólóvokál: Brian Wilson
8. „Here Comes the Night” (Brian Wilson, Mike Love) – 2:41
  - Szólóvokál: Brian Wilson
9. „Let the Wind Blow” (Brian Wilson, Mike Love) – 2:19
  - Szólóvokál: Mike Love, és Brian Wilson
10. „How She Boogalooed It” (Mike Love, Bruce Johnston, Alan Jardine, Carl Wilson) – 2:20
  - Szólóvokál: Carl Wilson
11. „Mama Says” (Brian Wilson, Mike Love) – 2:20
  - Szólóvokál: Mike Love, Alan Jardine, Bruce Johnston, Brian Wilson, Dennis Wilson és Carl Wilson

### Kislemezek
- „Wild Honey”/„Wind Chimes” (Capitol 2028), 1967. október 23. US #31; UK #29
- „Darlin'”/„Here Today” (Capitol 2068), 1967. december 18. US #19; UK #11
  - A Wild Honey jelenleg egy CD-n kapható a Smiley Smile-lal, 1966-67-ben felvett, korábban kiadatlan bónuszdalokkal kiegészítve.
  - A Wild Honey (Capitol T-2859) a 24. helyig jutott az Egyesült Államokban, 15 hetet töltött a listán. Angliában a 7. helyre került 1968 elején.

## Külső hivatkozások
- A Wild Honey dalszövegei Archiválva 2010. január 15-i dátummal a Wayback Machine-ben